# La Magdelaine-sur-Tarn
 La Magdelaine-sur-Tarn  es una comuna (municipio) de Francia, en la región de Mediodía-Pirineos, departamento de Alto Garona, en el distrito de Toulouse y cantón de Villemur-sur-Tarn.
Su población en el censo de 1999 era de 609 habitantes.
Está integrada en la Communauté de communes de Villemur-sur-Tarn.

## Monumentos

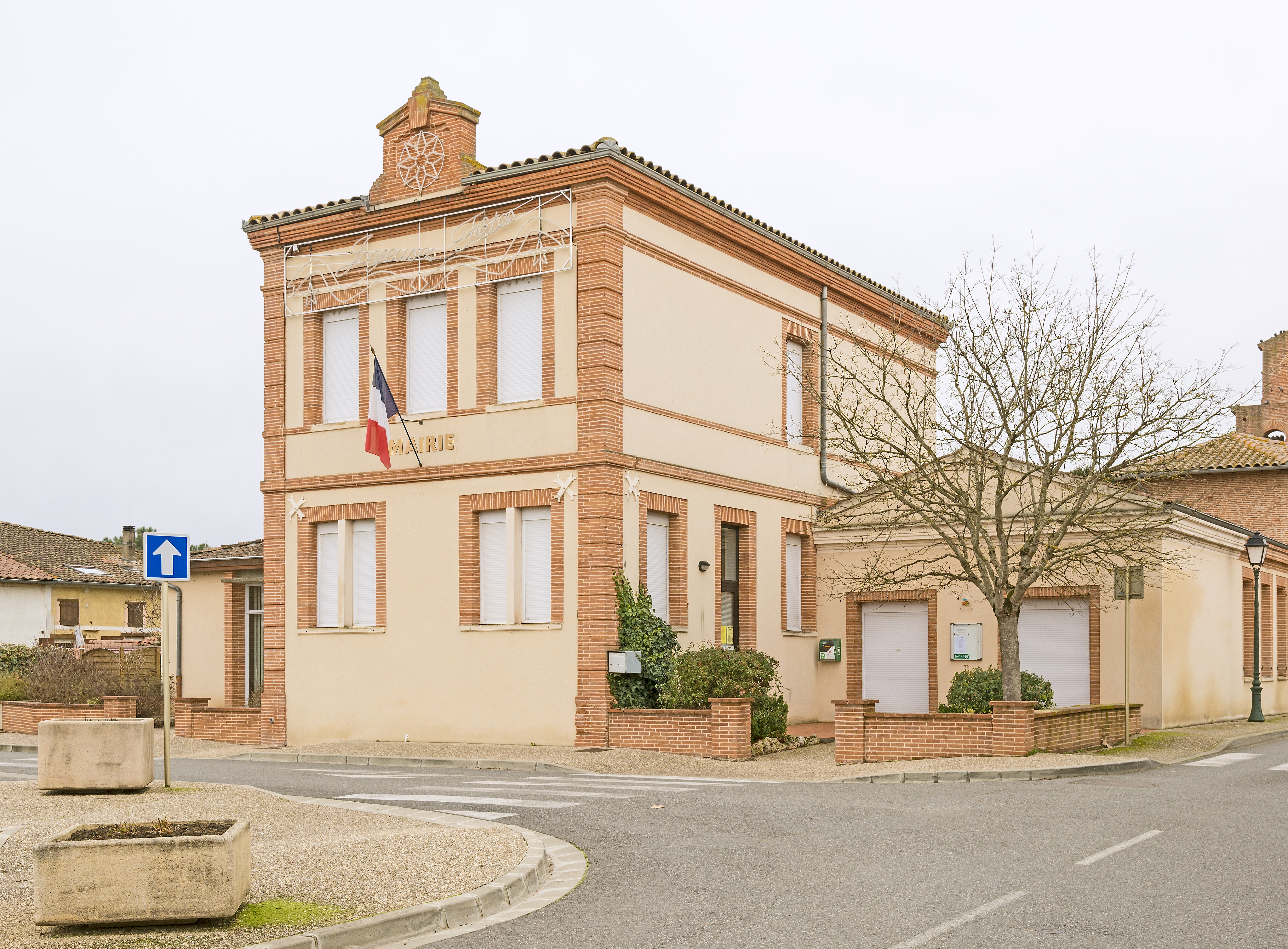
El ayuntamiento.
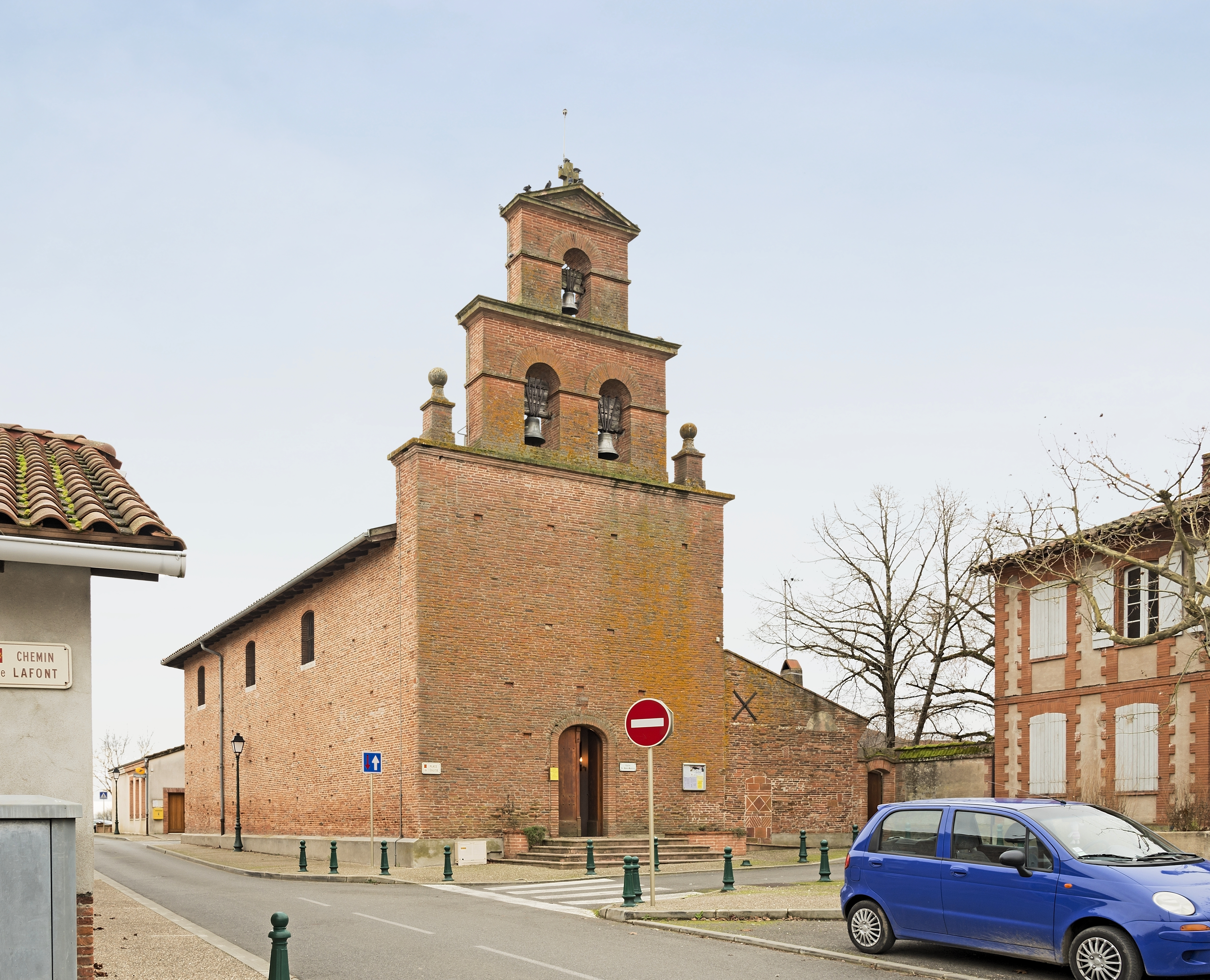
Iglesia.
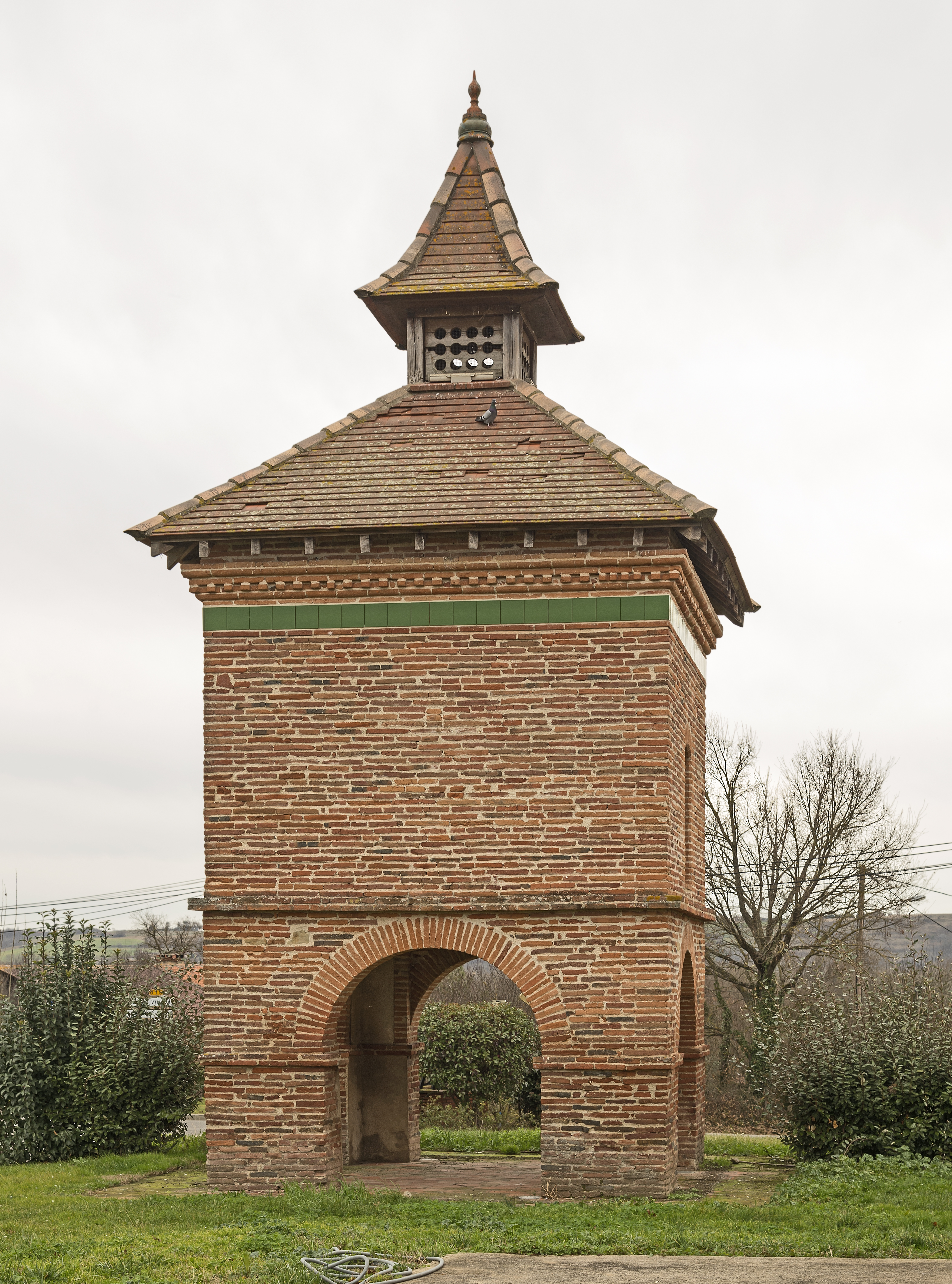
El Palomar.

## Demografía
| 248 | 235 | 258 | 392 | 492 | 609 |
| Para los censos de 1962 a 1999 la población legal corresponde a la población sin duplicidades (Fuente: INSEE [Consultar]) |     |     |     |     |     |